# Бен Барнс
Бе́нджамін То́мас Барнс (англ. Benjamin Thomas Barnes; нар. 20 серпня 1981, Лондон, Велика Британія) — англійський актор театру і кіно, співак. Відомий виконанням головних ролей у фільмах «Хроніки Нарнії: Принц Каспіан», «Хроніки Нарнії: Підкорювач Світанку» і «Доріан Грей».

## Біографія

### Ранні роки
Бен народився 20 серпня 1981 року в Лондоні. Батько Томас Р. Барнс (Thomas R. Barnes) — професор психіатрії Лондонського Імперського Коледжу, спеціалізується на шизофренії, за походженням — англієць. Мати — Тріша Барнс (Tricia Barnes) є передовим британським і всесвітньовідомим консультантом у питаннях сім'ї і шлюбу, член Британської асоціації терапевтів, займається шлюбними і сексуальними проблемами (British Association of Marital and Sexual Therapists) за походженням — єврейка, родом з Південної Африки. Також є брат Джек (на 3 роки молодший).
Бен навчався у Кінгстонському університеті (Kingston University), який закінчив 2004 року зі ступенем бакалавра англійської мови і драми, також був членом Національного музичного молодіжного театру (National Youth Music Theatre) з 1997 по 2003 рік.
Співає, грає на барабані та фортепіано.

### Акторська кар'єра
Професіональний дебют Барнса відбувся у 2004 році — він виконав роль Данте Габріеля Россетті в спектаклі «Loving Ophelia». Свою екранну кар'єру розпочинав із маленьких ролей у телевізійних шоу, таких як «Liquid News», «Making Up Your Mind», «Doctors» і «Split Decision». В 2006 році отримав роль Дейкіна в спектаклі «Любителі історії» («The History Boys»). Барнс співав у групі «Hyrise» і в 2004 році брав участь у складі цієї групи на британському відборі пісенного конкурсу Євробачення.
Пізніше Бен з'явився у двох фільмах: «Зоряний пил» (2007) і «Більше Бена» (2008).
В першому із них він виконав невелику роль юного Дунстана Торна, а у другому  — Павла Тетерського (Собакку).
Після того, як Бену запропонували роль Каспіана в фільмі «Хроніки Нарнії: Принц Каспіан», Барнс розірвав контракт з «The History Boys». На Вест-Енді Барнса помітив Джеймі Кінг. Бен підписав контракт з Walt Disney Pictures і Walden Media на три фільми. У 2010 році на екрани вийшов фільм «Хроніки Нарнії: Підкорювач Світанку».
У травні 2009 року вийшов фільм за участю Барнса «Легка поведінка» (Easy Virtue), де він грає Джона Віттейкера. У вересні того ж року відбулася прем'єра фільму «Доріан Грей» за однойменним твором Оскара Уайльда режисера Олівера Паркера, в якому Барнс зіграв головну роль.

### Особисте життя
За даними сайту IMDb, зріст Бена 6 футів і 1 дюйм(185 см). Музичні вподобання Бена Барнса різноманітні: The Beatles, The Rolling Stones, Queen, Френк Сінатра, Стіві Вандер, Донні Гетевей ,Arctic Monkeys, Mumford & Sons, Kings of Leon, Каньє Вест. На даний час серце актора вільне. «Важко знайти достойну людину, коли ти знаменитий», — каже Бен Барнс.
З листопада 2008 року Бен є піклувальником британського благодійного фонду «Загадай бажання», який допомагає важкохворим дітям здійснювати бажання.
Актор стверджує, що в даний час серце його вільне, і він знаходиться в пошуках дівчини, яка б полюбила його, а не його досягнення. З властивим йому гумором актор, розповідаючи журналістам про те, що у нього немає коханої дівчини, просить тих направляти до нього всіх симпатичних дівчат. Він жартує, що єдині листи, одержувані ним від протилежної статі — це листи від дівчаток дванадцяти років, які захоплюються принцом Каспіаном. Бен мріє бути не кумиром і ідолом жінок, а хорошим актором. Немає мети стати суперзіркою. Досить, за словами актора, якщо через кілька років фільми з його участю стануть для когось улюбленими.
The St Trinian's пустило чутки, що актриса Темзін Еджертон і Бен Барнс пара — після того, як вона відвідала його в Австралії на початку вересня 2009 року, коли він знімався у своєму новому фільмі «Хроніки Нарнії: Підкорювач Світанку».
Темзін Еджертон посміялася над повідомленнями про те, що вони зустрічаються з Беном Барнсом, і сказала, що вони тільки хороші друзі.
Джерело повідомило: «Темзін зустрічалася з Беном пару разів, і було багато розмов про те, наскільки близькими вони були».
Але Еджертон непохитна, вони просто приятелі, і визнається в тому, що вона навіть намагалася змусити його піти на побачення з її подружкою.
Вона каже громадськості: «Я намагалася поєднати його із однією з моїх подруг, але він не хоче її турбувати» …
Однак Темзін ще кілька разів була помічена в компанії Бена — на прем'єрі «Принца Каспіана» в Лондоні, на п'яній вечірці, присвяченій завершенню зйомок фільму «Вбити Боно», і навіть на сімейній фотографії в оточенні батьків і молодшого брата Бена.
В останні роки актор був у відносинах з актрисами Фелісіті Джонс і Меганн Янг, але на даний час не одружений.
Ще є кілька припущень і про «службові романи»: з Джессікою Біл, Анною Попплвелл, Амандою Сайфред.
У вільний час актор намагається частіше бувати у спортзалі. Раніше він це робив тільки в тому випадку, коли цього вимагала чергова роль, однак тепер йому сподобалися ці заняття.
З інтерв'ю для The Times, листопад 2019 р .:
«Я гетеросексуальний білий чоловік з настільки звичайними уподобаннями, наскільки це взагалі можливо»
Бен про особисте життя та соц. мережі (з інтерв'ю для BriefTake 2019): «Я ніколи не вважав себе зобов'язаним ділитися своїм реальним життям, своїми справжніми друзями, своєю сім'єю або будь-якої щоденною рутиною в Інстаграм. У той же час, є люди по всьому світу, які підтримують мене, говорять один з одним про мене, і здорово мати можливість почути їх, розділити з ними якісь моменти і трохи поділитися з ними тим, як я роблю те, що я роблю, і чому я вибираю те, що роблю. Це мій спосіб віддячити людям за те, що вони проявляють інтерес до моєї творчості. І якщо я відчуваю контакт хоча б з однією людиною, то я дуже радий»
З інтерв'ю для Yahoo Singapore, квітень 2020 р .:
Так на скільки ж років старше була б жінка, з якою сам Барнс погодився б зустрічатися? Актор, який в даний час самотній, наскільки нам відомо, спритно ухиляється від відповіді, кажучи, що його ідеальною партнеркою була б та, що здатна і готова стати матір'ю для його дітей. "Я дуже хочу дітей, і я думаю, що подібні речі мають більше впливу на вік жінки, з якою я вважав за краще б зустрічатися, ніж сам вік як такої. Я маю на увазі, що не можу назвати вам точну цифру, але я намагаюся бути відкритим для широкого кола людей. "

### Громадянська позиція
У 2022 році у своєму інстаграмі Бен Барнс підтримав Україну під час Російського вторгнення в Україну: зокрема він здійснив свій внесок організації Choose Love для підтримки українських біженців

### Фільмографія
| Рік       |    | Українська назва                    | Оригінальна назва                                        | Роль                     |
| --------- | -- | ----------------------------------- | -------------------------------------------------------- | ------------------------ |
| 2006      | с  | Лікарі                              | Doctors                                                  | Крейг Анвін              |
| 2006      | тф |                                     | Split Decision                                           | Кріс Уілбур              |
| 2007      | ф  | Зоряний пил                         | Stardust                                                 | Молодий Данстан          |
| 2008      | ф  | Більше Бена                         | Bigger than Ben                                          | Кобакка                  |
| 2008      | ф  | Хроніки Нарнії: Принц Каспіан       | The Chronicles of Narnia: Prince Caspian                 | Принц Каспіан            |
| 2008      | ф  | Легка поведінка                     | Easy virtue                                              | Джон Віттакер            |
| 2009      | ф  | Доріан Грей                         | Dorian Gray                                              | Доріан Грей              |
| 2010      | ф  | Закритий                            | Locked in                                                | Джош                     |
| 2010      | ф  | Хроніки Нарнії: Підкорювач Світанку | The Chronicles of Narnia: The Voyage of the Dawn Treader | Король Каспіан           |
| 2011      | ф  | Убити Боно                          | Killing Bono                                             | Ніл МакКормік            |
| 2012      | ф  | Слова                               | The Words                                                | юнак                     |
| 2013      | ф  | Велике весілля                      | The Big Wedding                                          | Алехандро Гріффін        |
| 2014      | ф  | Сьомий син                          | The seventh Son                                          | Том                      |
| 2014      | ф  |                                     | Jackie & Ryan                                            | Раян                     |
| 2015      | с  |                                     | Sons of Liberty                                          | Самюел Адамс             |
| 2015      | тф |                                     | Exposed                                                  | Стоя                     |
| 2016—2018 | с  | Край «Дикий Захід»                  | Westworld                                                | Логан Делос              |
| 2017—2019 | с  | Каратель                            | The Punisher                                             | Біллі Руссо              |
| 2021—2022 | с  | Тінь та кістка                      | Shadow and Bone                                          | генерал Кіріган/Дарклінг |
| 2022      | с  | Кабінет курйозів Ґільєрмо дель Торо | Guillermo del Toro's Cabinet of Curiosities              | Вільям Тербер            |